# Isoaskorbinsyra
Isoaskorbinsyra (C6H8O6) är ett antioxidationsmedel samt en stereoisomer av askorbinsyra (vitamin C) Det är en vegetabilisk livsmedelstillsats som görs på sukros och har e-nummer E315.
Kliniska försök har gjorts för att undersöka de näringsmässiga värdena av livsmedelstillsatsen. En sådan undersökte effekterna på vitamin C:s metabolism hos unga kvinnor. Inga effekter på vitamin C-intaget eller röjning från kroppen påträffades. En senare studie visade att isoaskorbinsyra är en potentiell förhöjare av ohemiska järnabsorptioner.